# Rosastrupig solfågel
Rosastrupig solfågel (Anthreptes rhodolaemus) är en fågel i familjen solfåglar inom ordningen tättingar.

## Utseende och läte
Rosastrupig solfågel med en rätt rak, mörk näbb. Hanen är bjärt färgad med glansigt grön rygg, gulaktig buk och rödaktigt på vingar, ansikte och strupe. Honan är matt brungul med olivgrön ton på rygg och vingar. Brunstrupig solfågel är lik i alla dräkter, men hanen är mer blåglänsande med minimalt rött, medan honan har något tunnare ögonring. Sången består av en kort serie med tunna "tsi-tzee" och bland lätena hörs olika ljusa tjippande och drillande ljud.

## Utbredning och systematik
Fågeln förekommer i låglänta områden i södra Myanmar och på Malackahalvön samt på Sumatra och Borneo. Den behandlas som monotypisk, det vill säga att den inte delas in i några underarter.

## Levnadssätt
Rosastrupig solfågel hittas i skogar och skogsbryn. Där den överlappar med brunstrupig solfågel är den mycket mindre vanligt förekommande, framför allt i artificiella miljöer som trädgårdar och parker.

## Status och hot
Arten har ett stort utbredningsområde, men tros minska i antal, dock inte tillräckligt kraftigt för att den ska betraktas som hotad. Internationella naturvårdsunionen IUCN listar arten som nära hotad (LC).